# 桑迪·布莱思
桑迪·布莱思（英語：Sandy Blythe，1962年2月24日—2005年11月18日），澳大利亚男子轮椅篮球运动员。他曾代表澳大利亚参加1988年、1992年、1996年和2000年夏季残疾人奥林匹克运动会轮椅篮球比赛，其中1996年夏季残奥会获得一枚金牌。